# 圖里奇諾湖
55°50′46″N 29°33′53″E / 55.84611°N 29.56472°E
圖里奇諾湖（俄语：Туричино），是俄羅斯的湖泊，位於該國西北部，由普斯科夫州負責管轄，處於涅韋爾區，面積1.1平方公里，集水區面積35.6平方公里，平均水深4米，最大水深6米。